# Jesper Milsted
Jesper Milsted (født 28. januar 1952) er en dansk skuespiller.

## Filmografi
- Midt om natten (1984)
- Min fynske barndom (1994)
- Elsker, elsker ikke (1995)
- Strisser på Samsø (tv-serie, 1997-1998)